# Claustro de San Trófimo

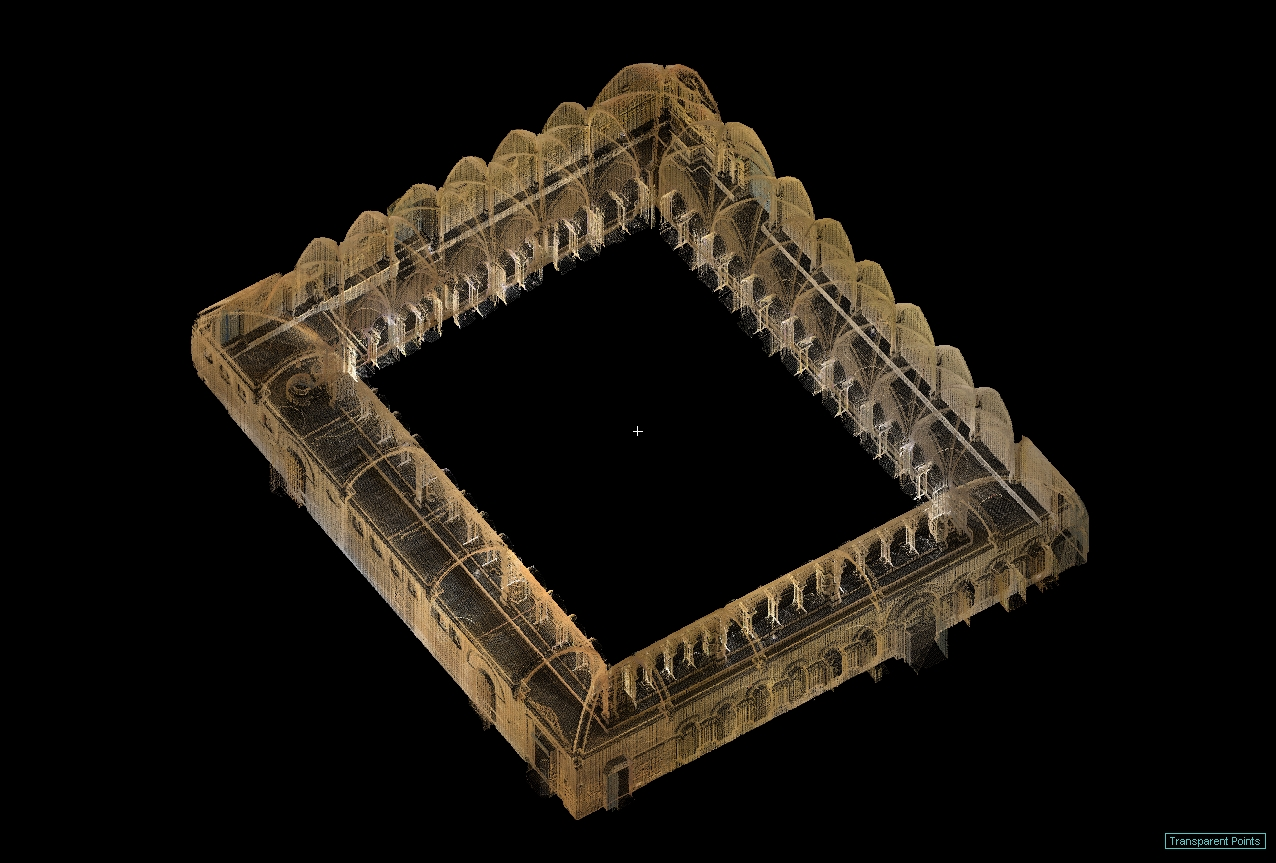
Recreación digital del claustro

El claustro de San Trófimo  es un claustro perteneciente a la antigua catedral de Arlés data de los siglos XII y XIV. 
La ubicación de este claustro es inusual porque no está unida a la nave ni al crucero. Se comunica con el coro a través de una escalera de veinticinco escalones. Este claustro tiene una forma aproximadamente rectangular, 28 m de largo y 25 m de ancho. Dimensiones comparables se encuentran en la región de Provenza solo en los claustros de Thoronet, Sénanque o Montmajour. 
La construcción del claustro comienza poco después de 1150 con la construcción de la galería norte, que pronto será seguida por la de la galería este. No fue hasta el final de la XIV para ver la finalización del claustro con las construcciones de la galería oeste y luego de la galería sur que se terminará bajo el episcopado de Jean de Rochechouart (1390-1398). Es el resultado de estos diferentes períodos de construcción, dos estilos diferentes para las galerías: el románico para las galerías norte y este, y el gótico para las galerías oeste y sur. 
El claustro traduce una búsqueda de perfección plástica con un notable equilibrio de volúmenes y una alta calidad de la decoración esculpida. 
Se ha clasificado como monumento histórico desde 1846. También está catalogado como Patrimonio de la Humanidad por la UNESCO como monumentos romanos y románicos en Arlés desde 1981.

## Planta general
Leyenda de la planta : 

- 1. Aries
- 2. Lujuria
- 3. San Juan
- 4. Mujeres santas
- 5. San Trófimo
- 6. Resurreccin
- 7. San Pedro

Planta del claustro

- 10. Acantos, cabezas y grifos humanos
- 11. Resurrección de Lázaro
- 12. Acantos
- 13. Sacrificio de Abraham
- 14. Acantos
- 15. Balaam
- 16. Peregrino de Emaús
- 17. Cristo resucitado
- 18. Segundo peregrino
- 19. Contrafuerte
- 20. Acróbata
- 21. Acantos
- 22. Ángeles y Abraham
- 23. Acantos y cabezas
- 24. San Pablo
- 25. Acantos
- 26. Jefes de hombres, aries y grifos
- 27. Santiago el mayor
- 28. Cristo mostrando sus heridas
- 29. Santo Tomás
- 30. Contrafuerte
- 31. Águila
- 32. Acantos
- 33. Entrega de las Tablas de la Ley a Moisés
- 34. Hojas
- 35. Acantos, águila y cabezas humanas
- 36. Acanto
- 37. Acanto y cabezas de hombres
- 38. San Pablo
- 39. Ascensión
- 40. San Esteban
- 41. Lapidación de San Esteban
- 42. San Andrés
- 43. Burro
- 44. Tarasca
- 45. Decoración de plantas
- 46. Contrafuerte
- 47. Acantos
- 48. Anunciación
- 49. Follaje
- 50. Águilas
- 51. Follaje
- 52. Anuncio a los pastores
- 53. Judas
- 54. Cristo en la columna
- 55. Verdugo
- 56. Contrafuerte
- 57. Atlante
- 58. Acantos
- 59. Herodes
- 60. Hocico de león y máscara humana
- 61. Vuelo a Egipto
- 62. Acanto
- 63. Magos antes de Herodes
- 64. Rey Salomón
- 65. Estatua desaparecida
- 66. Reina de Saba
- 67. Contrafuerte
- 68. Cabeza de león
- 69. Escudo de águilas
- 70. Follaje
- 71. Adoración de los magos
- 72. Jinete de Constantino
- 73. Entrada de Cristo en Jerusalén
- 74. Acantos
- 75. Dispersión de los apóstoles
- 76. Gamaliel
- 77. Beso de Judas, La Última Cena y el lavado de los pies
- 78. Fuente de agua bendita
- 79. Bautismo y tentación de Cristo
- 80. Ángel
- 81. Cabeza de cabra
- 82. León y tarasco
- 83. Bendición de los Campos Elíseos
- 84. Follaje
- 85. Virgen y niño
- 86. Follaje
- 87. Carlomagno
- 8*8. Máscara
- 89. Barones condenados
- 90. Follaje
- 91. Ahorcamiento de los barones
- 92. Grifo y sirena
- 93. Carlomagno y Turpin
- 94. Follaje
- 95. Lapidación de san Esteban
- 96. Cabeza grotesca
- 97. Sansón
- 98. Personaje y dragones
- 99. Santa Marta
- 100. Decoración floral
- 101. Magdalena
- 102. Decoración floral
- 103. Anunciación
- 104. Monstruo
- 105. Coronación de la Virgen
- 106.  León
- 107. Pentecostés.

## Las galerías romanas
Cada una de las dos galerías romanas incluye tres tramos separados por arcos que descansan sobre pilares cuadrados. Cada tramo se abre al patio por cuatro arcadas de medio punto que cae sobre columnas prismáticas, redondas o poligonales. Los tramos están separados por pilares robustos que reciben el peso de los arcos. 

### Galería norte

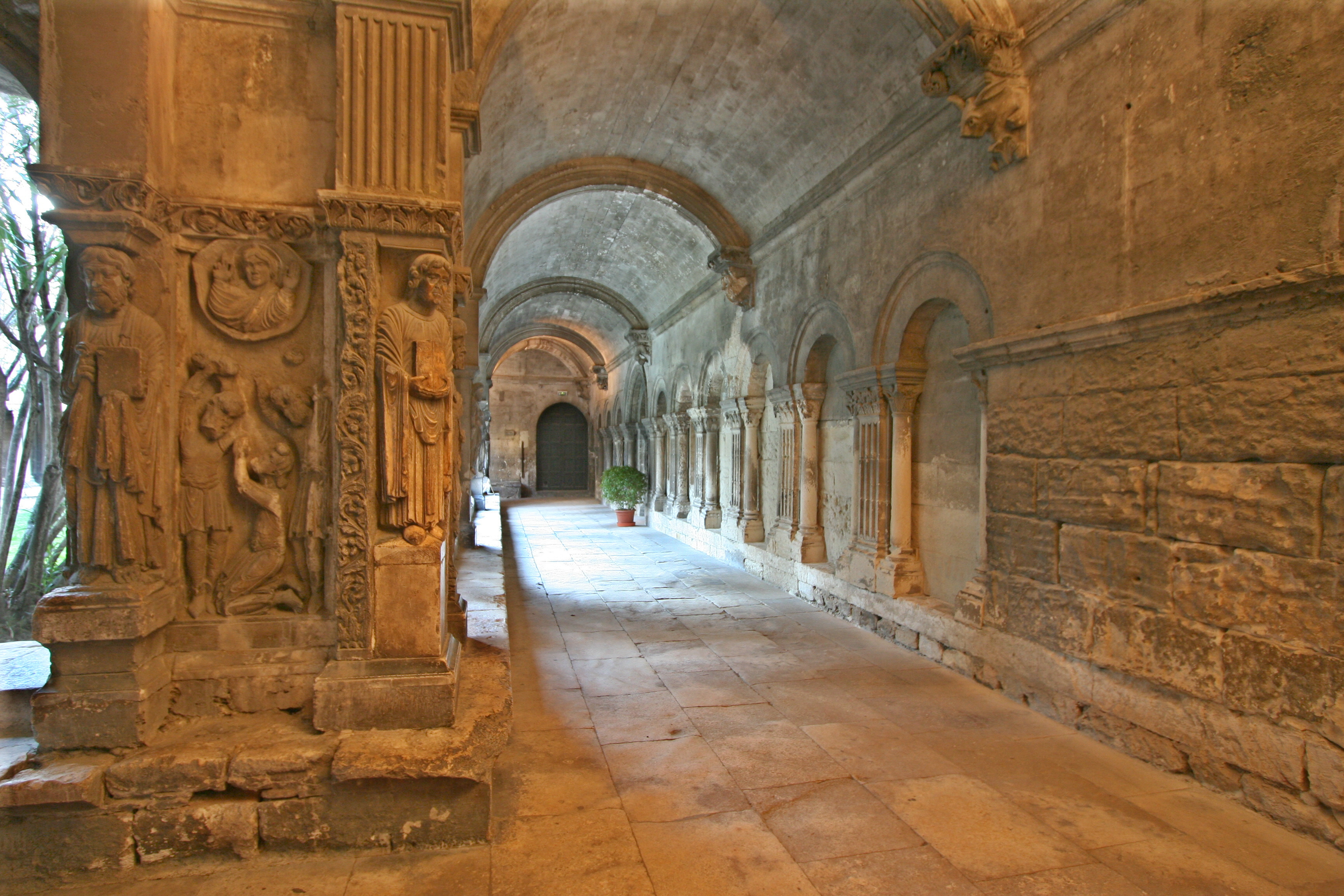
Galería norte y pilar noreste de izquierda a derecha:
San Andrés, la lapidación de san Esteban y san Esteban.

Los dos temas esenciales de la decoración esculpida de esta galería norte son la resurrección de Cristo y la glorificación de los santos patronos de la ciudad: San Trófimo y San Esteban. 
En el pilar de la esquina noroeste está representado San Trófimo, fundador de la iglesia local que se convirtió en el siglo XII en el primer patrón de la abadía. A su derecha aparece San Pedro, sin duda representado como el príncipe de los apóstoles, pero también, y especialmente porque, según la leyenda, habría enviado a San Trófimo en misión para evangelizar a la Galia. A su izquierda está San Juan, que fue con San Pedro testigo de la resurrección de Cristo. 

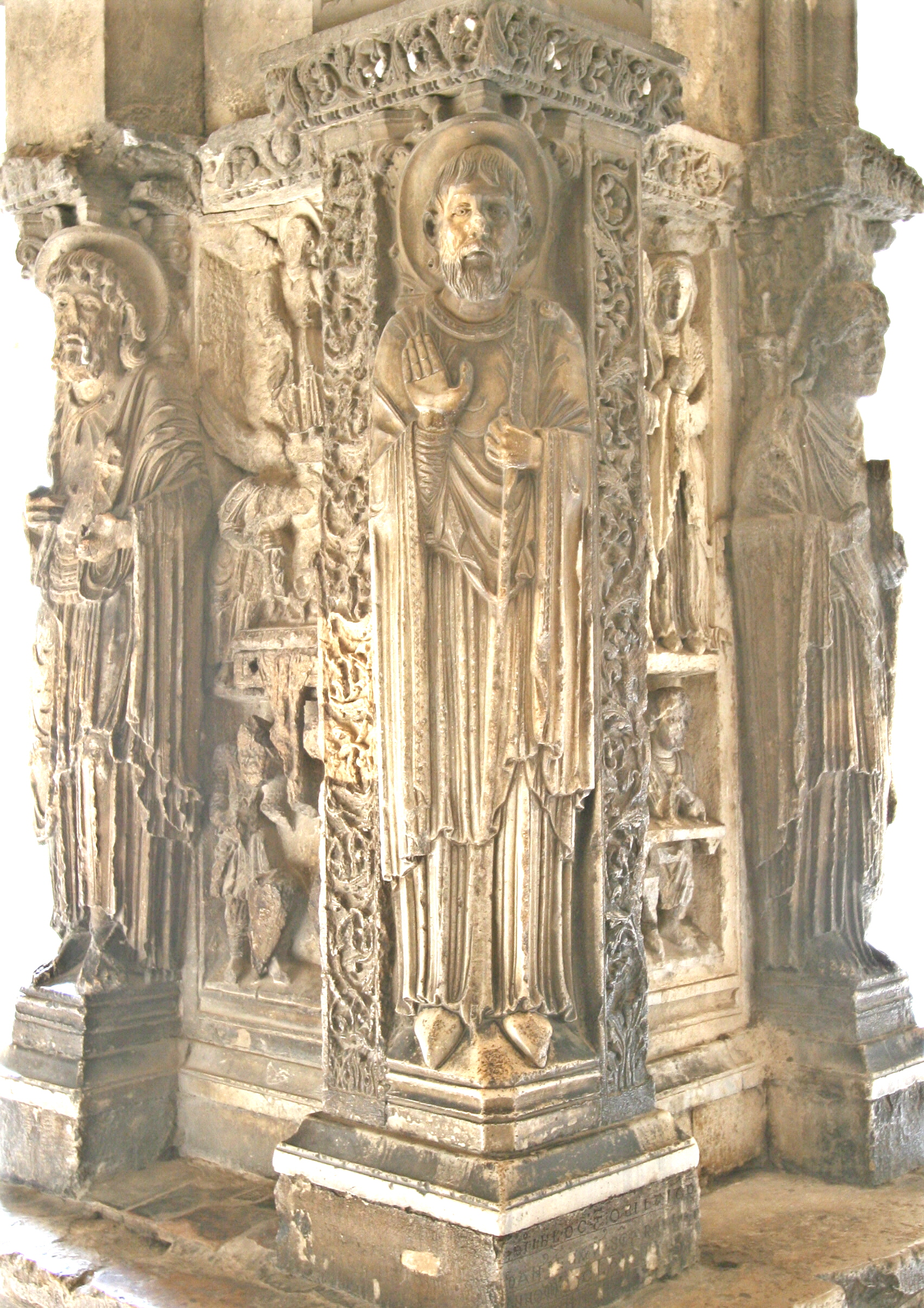
Pilar noroeste con de izquierda a derecha: San Pedro, la resurrección, San Trófimo, las tres santas marías y los mercaderes de especias, y San Juan el evangelista.

Las tres estatuas de San Trófimo, San Pedro y San Juan son de una calidad excepcional y se encuentran entre las esculturas románicas más admirables de Provenza. Entre San Juan y San Trófimo, un bajorrelieve representa la tumba de Cristo. Entre San Pedro y San Trófimo, otro bajorrelieve representa la compra de especias por las Santas Marías para embalsamar el cuerpo de Cristo. Este episodio se cuenta en el Evangelio según San Marcos: "Cuando pasó el sábado, María Magdalena, María, madre de Santiago, y Salomé, compraron especias para ungir el cuerpo (de Cristo)". Los comerciantes se muestran ocupados contando sus piezas. Esta escena de comerciantes es bastante rara, pero también se puede ver en los frisos de Saint-Gilles y Beaucaire. 

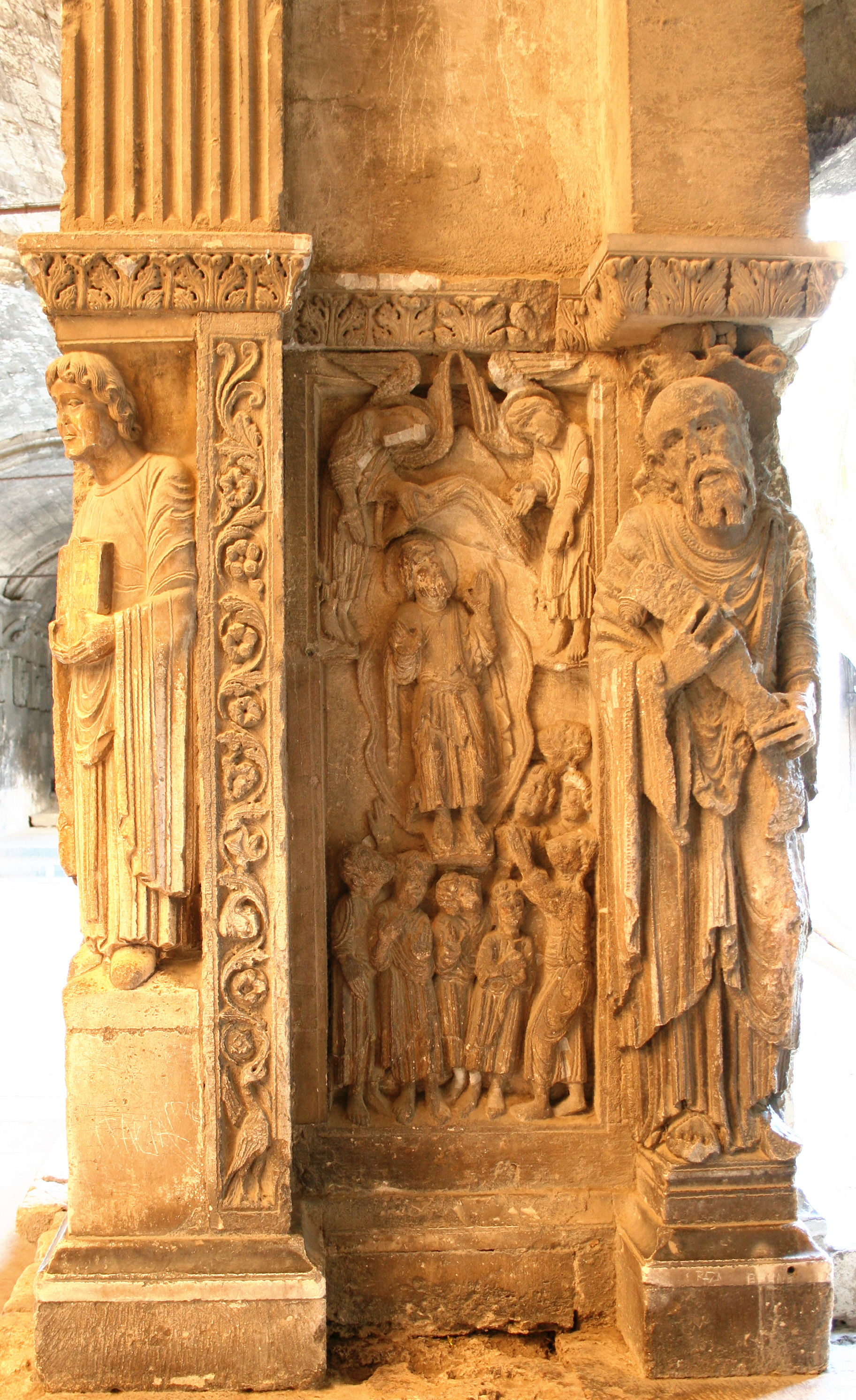
Pilar noreste: San Esteban, Ascensión y San Pablo

Los dos pilares medianos de la galería norte, de estructura más simple, están dedicados a una representación de una escena única con tres personajes. En el primero de estos pilares intermedios está representado Cristo rodeado por los dos peregrinos de Emaús. Este episodio se cuenta en el Evangelio según San Lucas: dos peregrinos que van a Emaús, un pueblo cerca de Jerusalén, son abordados por el Cristo resucitado que se une a ellos; solo lo reconocen cuando desaparece. Se representa a Cristo, la figura central, llevando un palo y una mostaza decorada con pequeñas flores. Uno de los dos peregrinos lleva el palo y la calabaza del peregrino; él lleva una gorra con una concha, evocando la peregrinación a Santiago de Compostela de la que Arlés fue un escenario. En el centro del próximo pilar, Cristo muestra sus heridas al incrédulo Santo Tomás. Está rodeado a su izquierda por Santiago el Mayor, identificado por la inscripción grabada en el libro que sostiene en su mano, y a su derecha por Saint Thomas. 
El pilar de la esquina noreste tiene una composición simétrica a la del pilar noroeste con en el centro la estatua de San Esteban, que fue el principal mecenas de la basílica durante casi siete siglos; a la izquierda de San Estebán se representa a San Pablo muy reconocible por su calvicie y a su derecha San Andrés. También se insertan dos bajorrelieves entre estas tres estatuas: uno representa la Ascensión de Cristo y el otro la lapidación de San Esteban. 

### Galería este

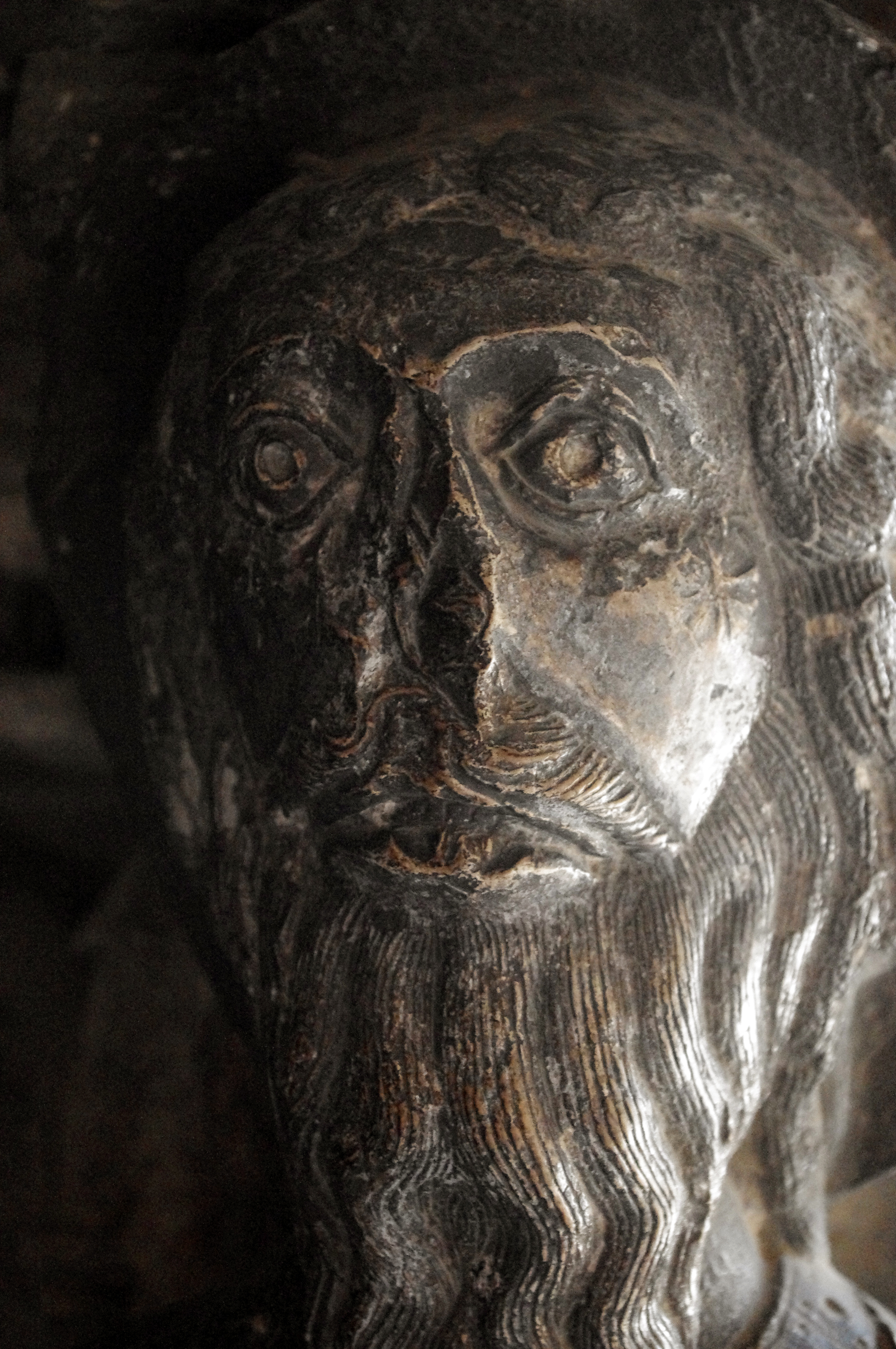
Cabeza de Gamaliel, galería este

Realizada poco después de la galería norte, esta galería es más ancha que la anterior con un orden general similar. Las representaciones giran en torno a la vida y la pasión de Cristo. 
El primer pilar que viene de la galería norte representa la flagelación de Cristo sin camisa adornado unido a una columna. Judas está representado con una bolsa que contiene el dinero que recibió por su traición. 
La estatua central del pilar siguiente ha desaparecido y solo subsisten las que lo enmarcaban: el rey Salomón y la reina de Saba.
El pilar de la esquina sureste es similar al del ala norte. Hay una magnífica pila de riconera cuyo vaso en forma de concha es apoyado por un atlante. Una estatua de la esquina representa a Gamaliel quien, según la leyenda, era primo de San Trófimo. En ambos lados de la fuente también hay dos bajorrelieves: el primero representa el beso de Judas, la Última Cena y el lavatorio de pies, mientras que el segundo representa el bautismo y las tentaciones de Cristo. 

## Las galerías góticas

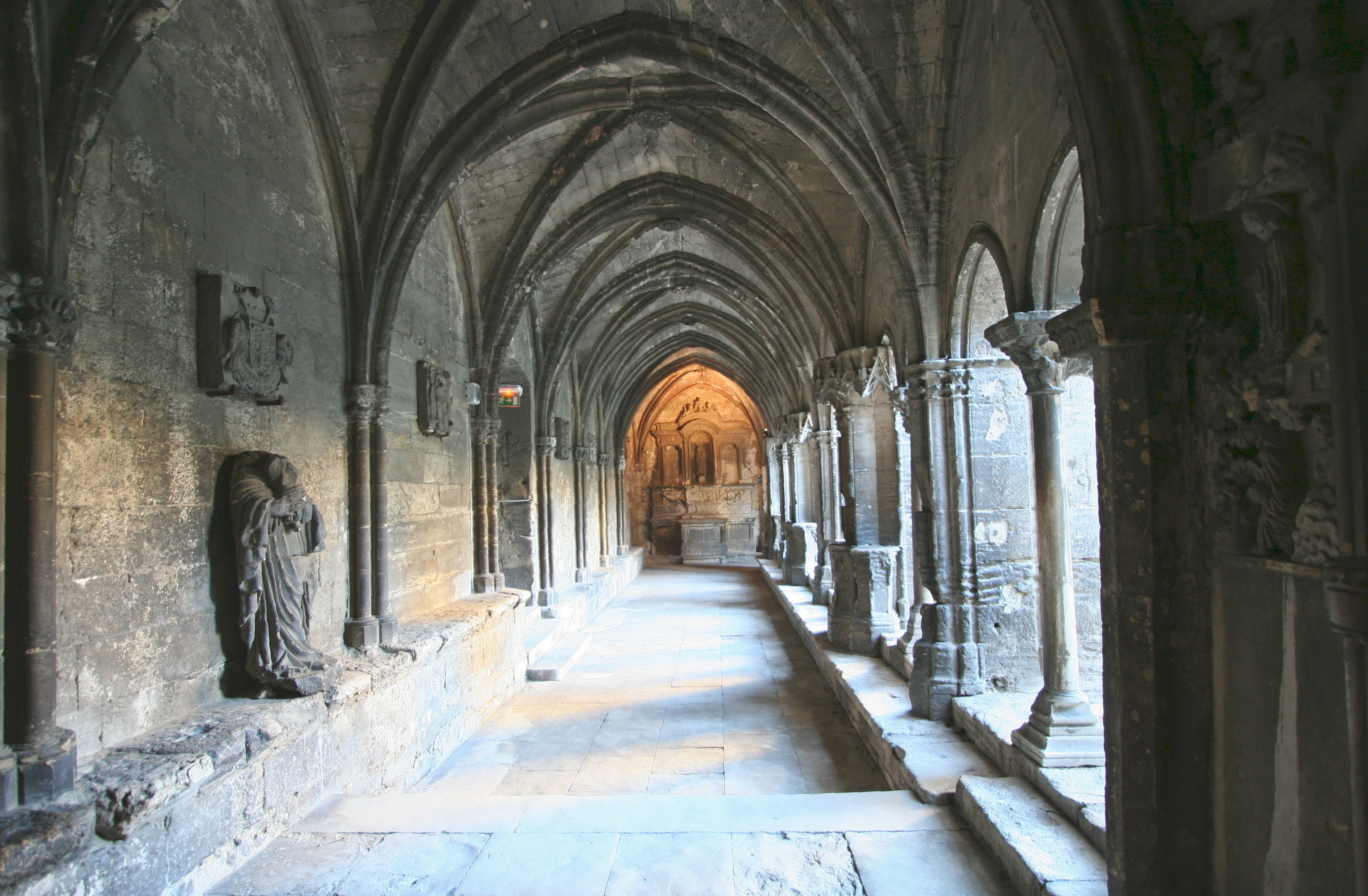
Galería sur (gótica) del claustro de San Trófimo - Arlés

Las dos galerías góticas abovedadas de crucería se abren en el patio por dos arcadas que caen en columnas geminadas. 

### Galería sur
La galería sur incluye seis tramos separados por pilares alternativamente delgados y reforzados. El programa iconográfico está totalmente dedicado al patrón de la primacial, San Trófimo. De hecho, las diversas escenas, largas e inexplicables, representan los episodios principales del románico de San Trófimo, un poema compuesto en 1221-1226: Cristo bendiciendo el cementerio de Alyscamps en presencia de San Trófimo, y varios episodios de un milagro: un joven caballero, culpable de abofetear al arzobispo Turpin, es sentenciado a muerte con nueve de sus padres por Carlomagno. Todas estas personas colgaban de la horca de Fourchon, pero gracias a la intercesión de San Trófimo, son perdonadas por la mano divina. Ante este milagro, Carlomagno les perdona. 
Los nichos en la galería sur alguna vez albergaron estatuillas.

### Galería oeste
La galería occidental data de mediados del siglo XV. Incluye siete tramos separados por pilares idénticos. El programa iconográfico tiene poco sentido: lapidación de San Esteban, Sansón matando al león, Santa Marta y el tarasco, Santa Magdalena besando los pies de Cristo y la coronación de la Virgen.

Pilares y esculturas
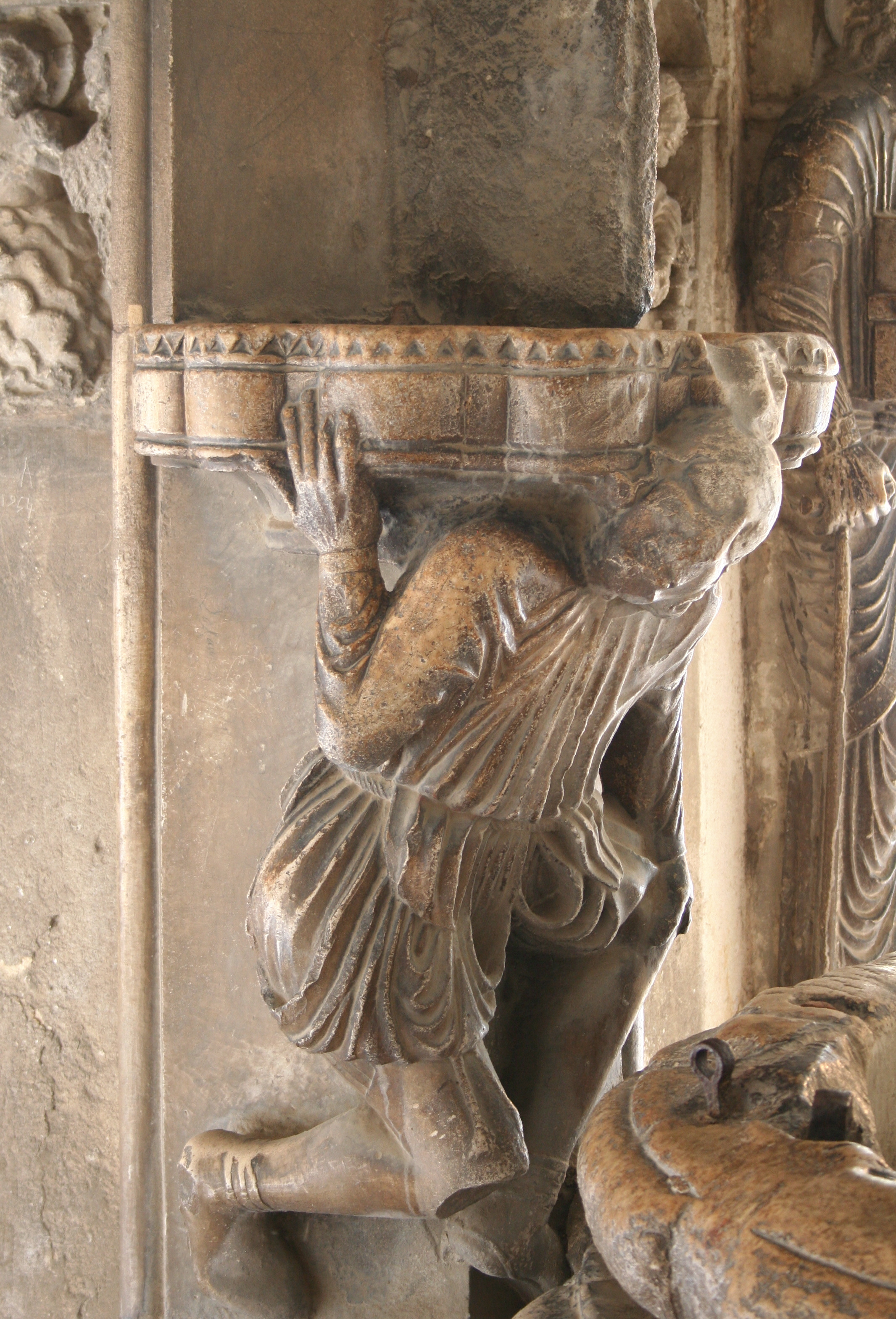
Pilar sureste: Figura en cuclillas que sostiene la cuenca de una fuente de agua bendita.
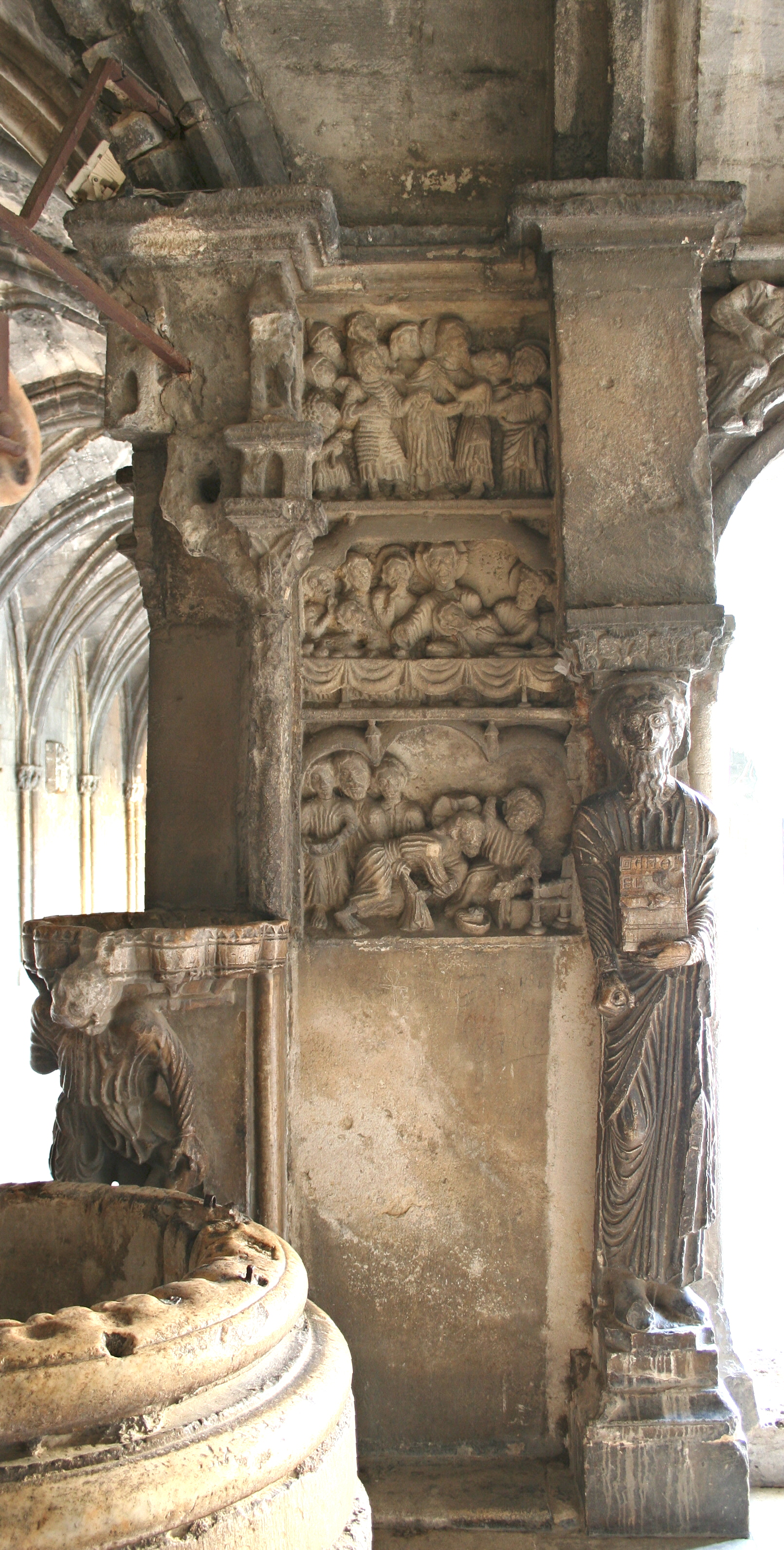
Pilar sureste, de arriba a abajo:  El beso de Judas, la Última Cena y el lavado de los pies.
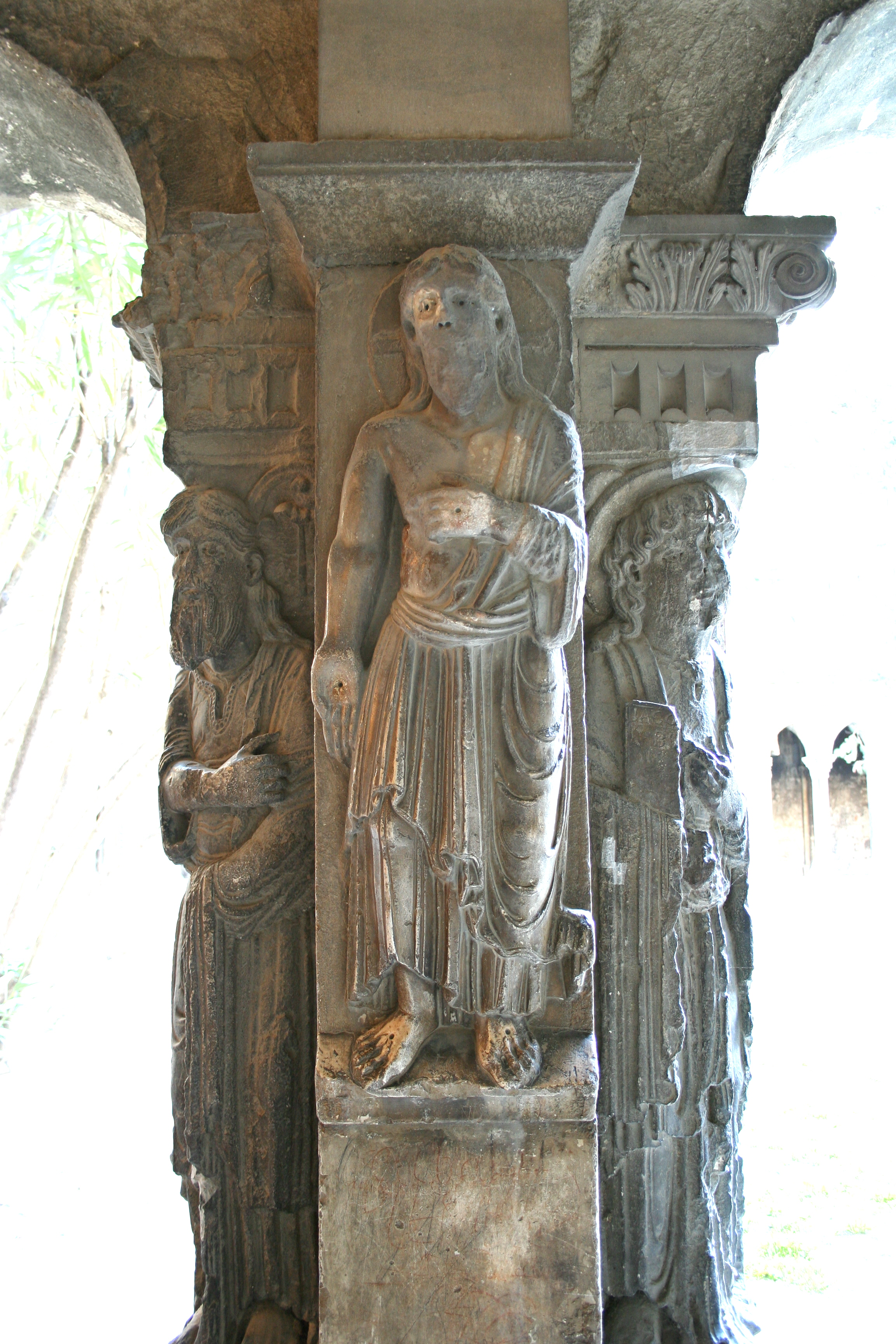
Pilar norte de izquierda a derecha:  Santo Tomás, Cristo mostrando sus heridas y Santiago el Mayor.

## Las tapicerías
En una sala ubicada al norte del claustro se exponen siete tapices de finales del siglo XVII  que representan la historia de Godofredo de Bouillón liderando la primera cruzada. Seis de estos tapices tienen un borde marrón, lo que confirma que fueron creados en los talleres de la ciudad de Felletin. Solo uno, que representa el nacimiento de María, es un tapiz de Aubusson porque su borde es azul. 
1. El primer tapiz representa a Godofredo de Bouillón arrodillado ante su tienda escuchando al arcángel Gabriel revelándole la voluntad de Dios.
2. El segundo representa a los caballeros más leales alrededor de Godofredo de Bouillón frente al ataúd del caballero Dudon de Conté, que murió en la batalla.
3. En la tercera figura, Clorinda vino de Persia para luchar contra los cristianos: le conmueve el destino reservado a los novios Olindo y Sofronia injustamente acusados de robo y sentenciados a la hoguera. Convencida de la inocencia de los amantes, implora al rey Aladíno, quien le concede su gracia.[7]
4. El cuarto tapiz representa a Godofredo de Bouillón herido por una flecha; en la esquina superior derecha, un ángel que lo vigila escoge el dictamen, una planta aromática supuestamente vulnerable en ese momento, y con su mano invisible destila el jugó en las aguas destinadas a lavar las heridas del héroe.
5. El quinto y sexto tapiz tienen el mismo motivo que era relativamente común en ese momento pero con un borde diferente; vuelven sobre la batalla épica entre el cristiano Tancredo y el sarraceno Argante.
6. El séptimo tapiz, el único tejido en los talleres de Aubusson, representa el nacimiento de María; la decoración es de inspiración manierista que se caracteriza en particular por el refinamiento y la elegancia de los personajes.

Tapices del claustro de San Trófimo
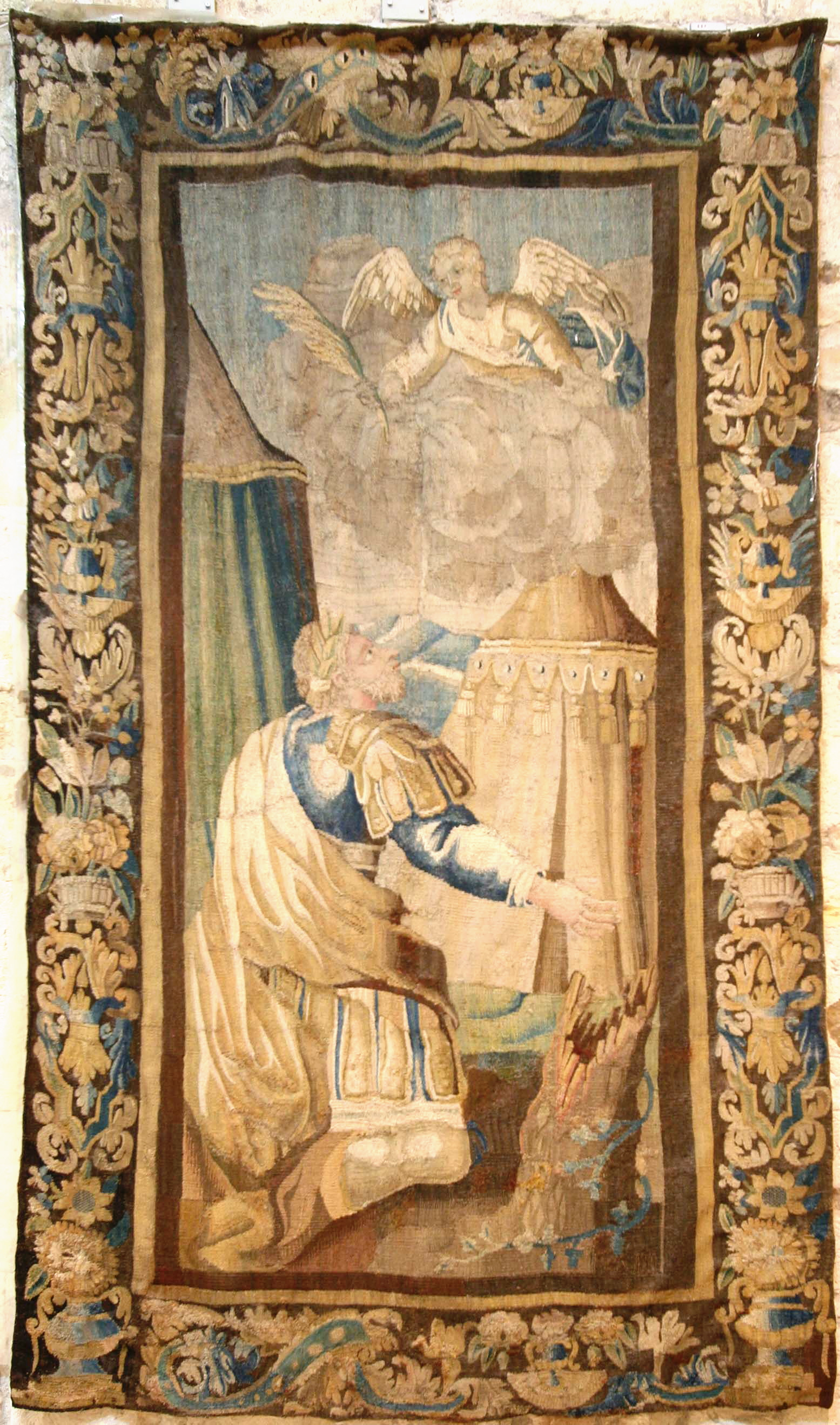
Godofredo de Bouillón y el arcángel.
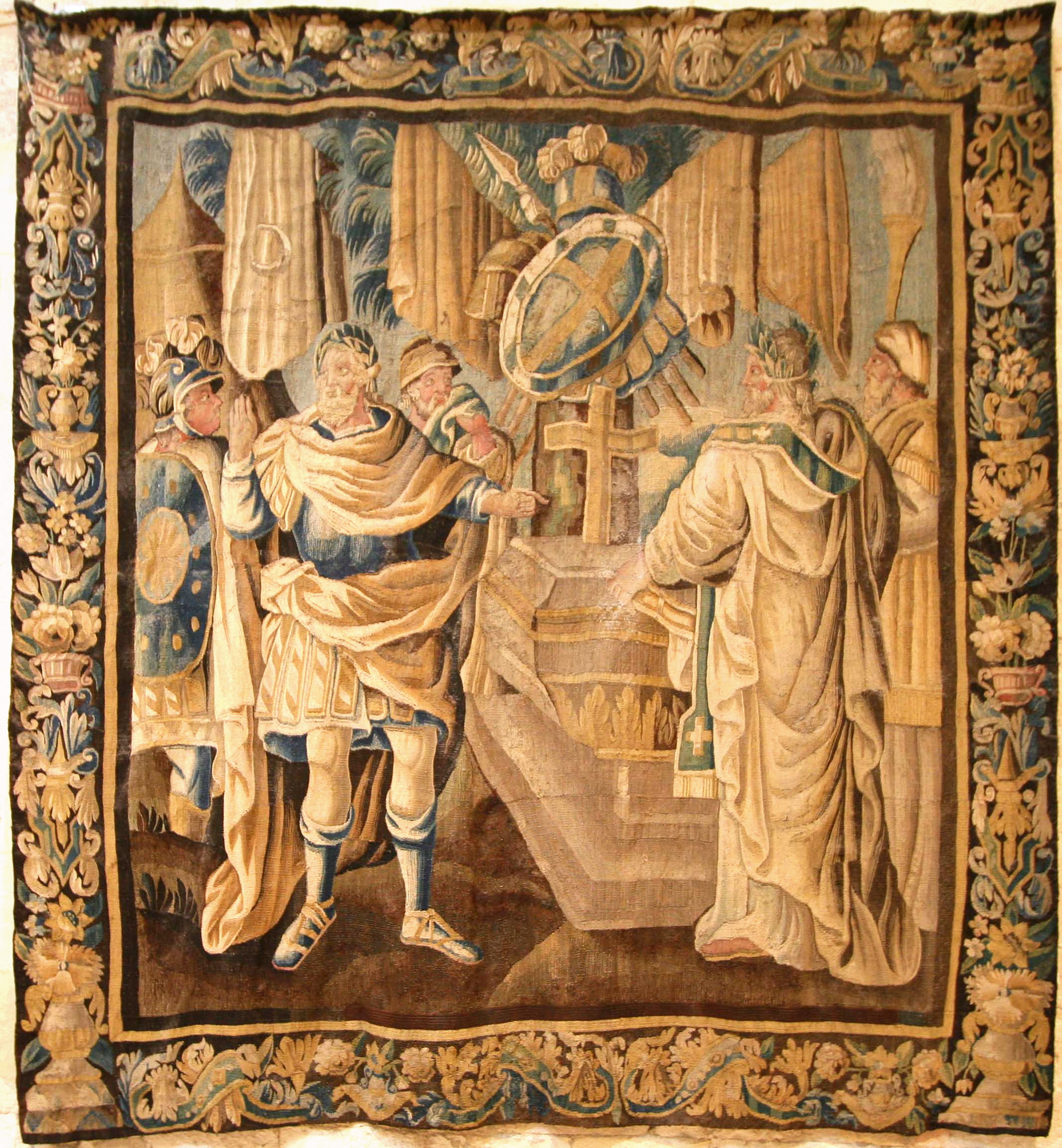
Muerte del caballero Dudon.
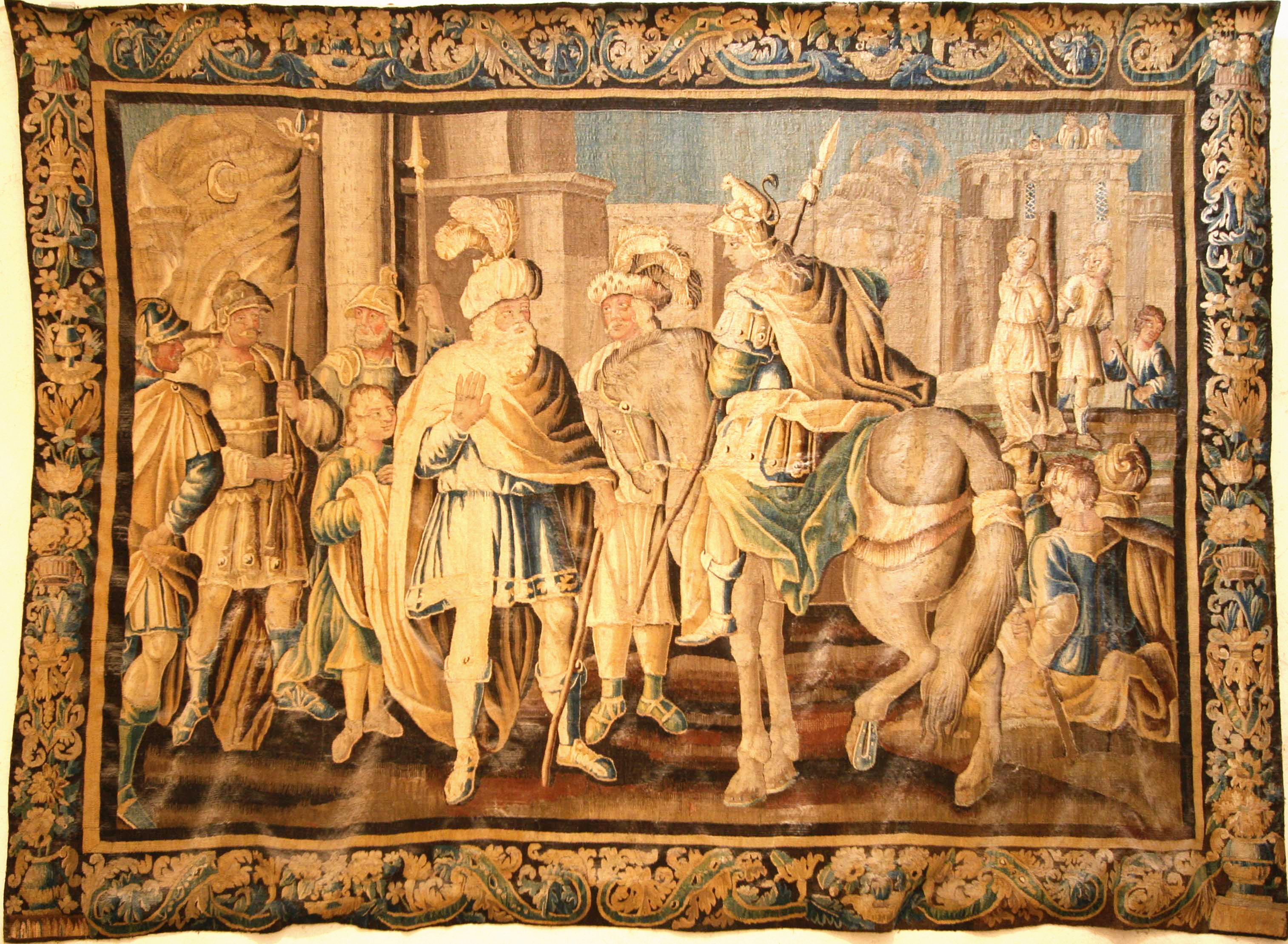
Aladino y Clorindra.
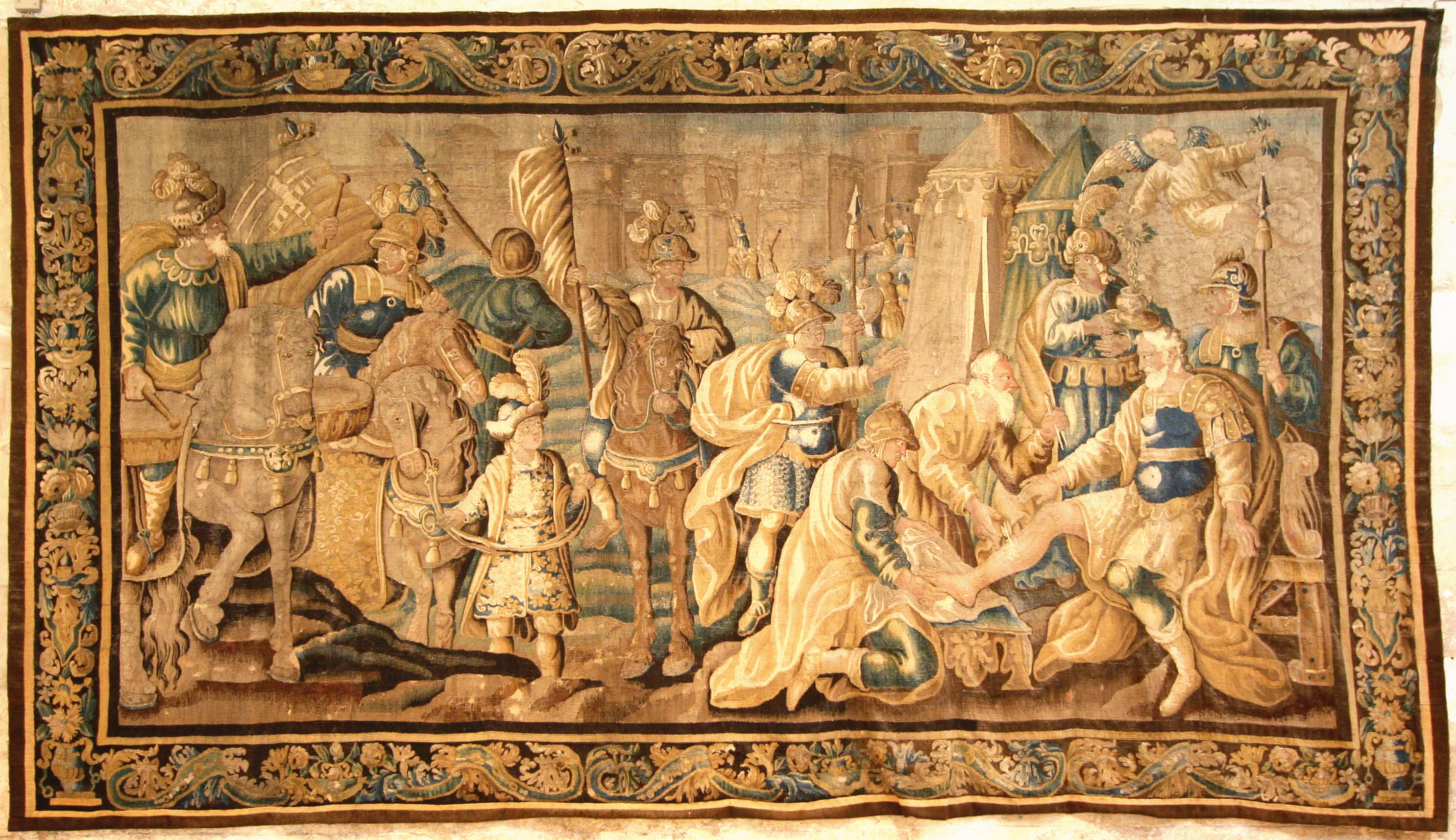
La herida de Godofredo de Bouillón.
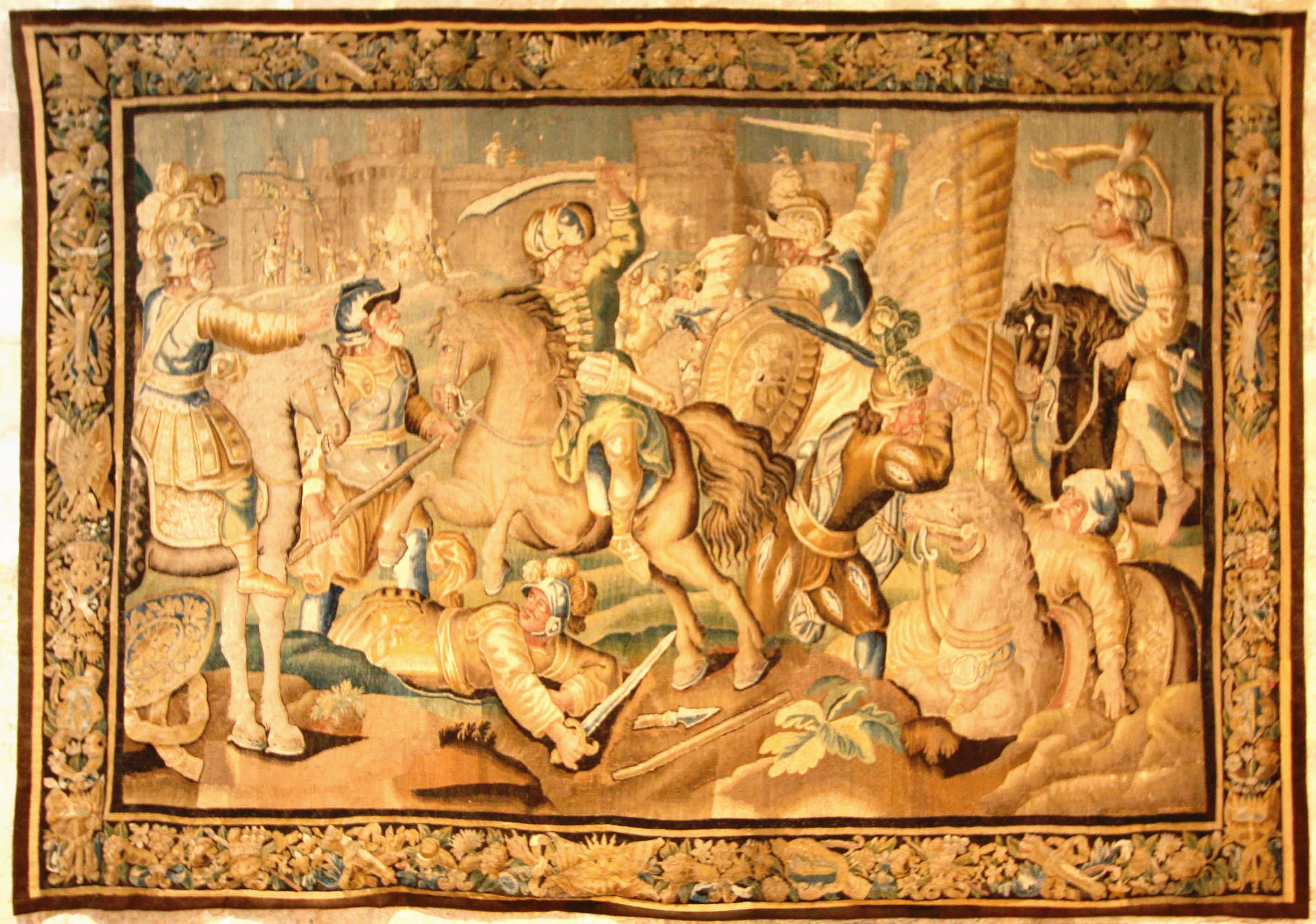
Combate de Tancredo y Argante.
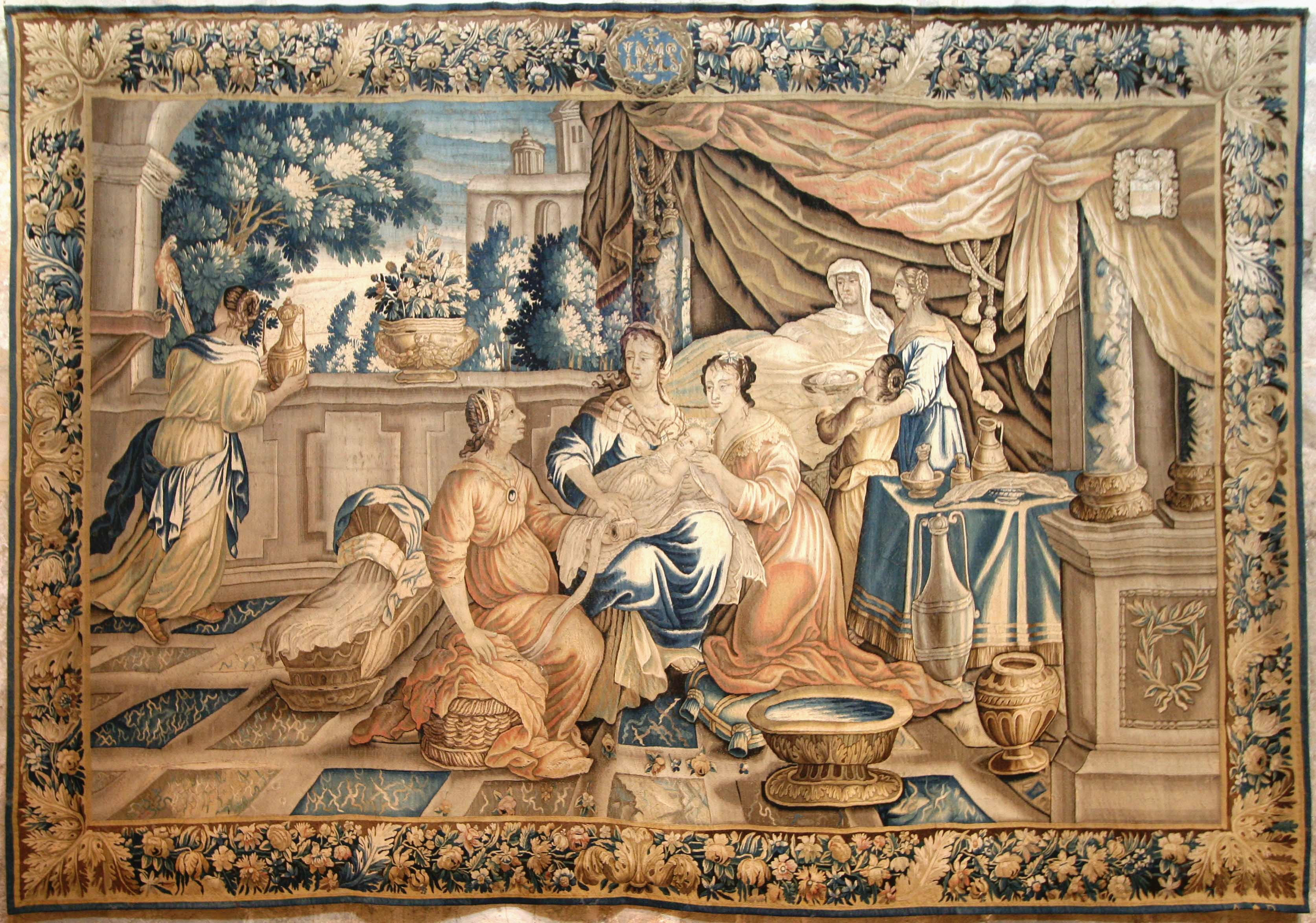
Nacimiento de María